# Synaldis vestigata
Synaldis vestigata är en stekelart som beskrevs av Papp 1994. Synaldis vestigata ingår i släktet Synaldis och familjen bracksteklar. Inga underarter finns listade i Catalogue of Life.